# Токарёвский поселковый округ
Токарёвский поселковый округ — муниципальное образование со статусом городского поселения в Токарёвском районе Тамбовской области.
Административный центр — рабочий посёлок Токарёвка.

## История
В соответствии с Законом Тамбовской области от 17 сентября 2004 года № 232-З установлены границы муниципального образования и статус поселкового округа как городского поселения.

## Население
| 2010  | 2012  | 2013  | 2014  | 2015  | 2016  | 2017  |
| ----- | ----- | ----- | ----- | ----- | ----- | ----- |
| 7383  | ↗7389 | ↗7435 | ↘7345 | ↘7236 | ↘7210 | ↘7107 |
| 2018  | 2019  | 2020  | 2021  |       |       |       |
| ↘7006 | ↘6903 | ↘6832 | ↘6831 |       |       |       |

## Населённые пункты
В состав городского поселения входят 4 населённых пункта:
| № | Населённый пункт | Тип населённого пункта | Население |
| - | ---------------- | ---------------------- | --------- |
| 1 | Красные Лужки    | деревня                | 5         |
| 2 | Рассвет          | деревня                | 12        |
| 3 | Старогрязное     | деревня                | ↘437      |
| 4 | Токарёвка        | рабочий посёлок        | ↘6420     |